# Powderly, Kentucky
Powderly är en ort i Muhlenberg County i delstaten Kentucky, USA.